# 宮崎剛 (俳優)
宮崎 剛（みやざき たけし、1963年6月8日 - ）は、日本のアクションコーディネーター、元俳優。大阪府出身。ジャパンアクションエンタープライズ（JAE）所属。

## 来歴・人物
趣味は写真撮影、特技はドラム、モトクロス、リズミカルアクション、クロスワード。
ジャパンアクションクラブ（現JAE）第14期生。元々スタントマン志望であったが、当時のJACはミュージカルに力を入れていたため一度オーディションに落選。しかし、JAC上層部がスタントマンも重視する方向に転換したため、再度開催されたスタントマンのオーディションで合格し入門に至った。
スーパー戦隊シリーズやメタルヒーローシリーズでは怪人を担当。コミカル演技が得意で、『地球戦隊ファイブマン』の第18話のブタルギンや『恐竜戦隊ジュウレンジャー』第14話のドンドンを演じた際のアドリブが双方の監督に評価された。『鳥人戦隊ジェットマン』の魔人ロボ・ベロニカは、デザインを担当した雨宮慶太が宮崎のために用意したものであった。『忍者戦隊カクレンジャー』のニンジャブルー以降はヒーロー役を担当した。
『救急戦隊ゴーゴーファイブ』で呪士ピエールのスーツアクターと兼任しながらアクション監督補を担当。元々は『カクレンジャー』の後に引退するよう会社からも言われていたが、メタルヒーローシリーズでキャラクターが増えていったためスーツアクターを継続することになり、『ゴーゴーファイブ』も当初は出演を断るつもりでいたが前年に子供が生まれたため固定収入のため用意された役であった。そのためピエールの出番が増えていったのは想定外であったという。
『仮面ライダーアギト』から『仮面ライダーフォーゼ』まで多くの平成仮面ライダーシリーズのアクション監督を務める。リズミカルアクションも得意で、『仮面ライダー電王』のᎡ良太郎のブレイクダンスアクションの撮影の際、振付師の足立夏海に「アクションに大事なのはリズム。だから、音楽に合わせるダンスとは実はすごく相性がいいんです。」と語り足立をうなづかせた。2012年9月スタートの『仮面ライダーウィザード』より石垣広文に交代する形で一時降板するが、2015年10月スタートの『仮面ライダーゴースト』で復帰する。

## 出演

### バラエティ
- 林修の今でしょ!講座 ～2時間SP～ 50周年特別企画 今、仮面ライダーでしょ！（2021年7月13日、テレビ朝日） - ゲスト[8]
- King & Princeる。（2022年12月3日、日本テレビ） - ゲスト[9]
- はい!テレビ朝日です（2022年12月25日、テレビ朝日） - ゲスト[10]
- マツコ&有吉 かりそめ天国（2023年1月6日、テレビ朝日） - ゲスト[11]
- 今夜解禁！禁断の一騎打ち サンドのこんな勝負させて大丈夫！？GP（2024年6月1日、フジテレビ） - ゲスト[12]

### テレビドラマ
- 鬼平犯科帳（1989年）[1]

### 特撮テレビドラマ
- メタルヒーローシリーズ
  - 宇宙刑事シャイダー（1984年 - 1985年） - エキストラ、補助[1]
  - 巨獣特捜ジャスピオン（1985年 - 1986年） - 黒崎輝吹き替え[1]、マッドギャラン軍団[1]、巨獣（ガスラー 他）[1]、怪人（三面獣人戦士 他）[1]
  - 世界忍者戦ジライヤ（1988年 - 1989年） - カラス天狗[1]、水忍シルバーシャーク[1]、化忍パルチス[1]
  - 機動刑事ジバン（1989年 - 1990年） - カメレノイド[1]、ジバン（アクション用・最終回のみ）[1]
  - 特警ウインスペクター（1990年 - 1991年）
  - 特救指令ソルブレイン（1991年 - 1992年）
  - 特捜ロボジャンパーソン（1993年 - 1994年） - ギルド殺人ロボット、ロボット刑務所警備員
  - 重甲ビーファイター（1995年 - 1996年） - レッドル（アクション用スーツ担当）[1]
  - ビーファイターカブト（1996年 - 1997年） - ビーファイターテントウ（アクション用スーツ担当）[13]
  - ビーロボカブタック（1997年 - 1998年） - ガニランSモード[14]
  - テツワン探偵ロボタック（1998年 - 1999年） - カメロックN・Sモード[1]
- スーパー戦隊シリーズ
  - 電撃戦隊チェンジマン（1985年 - 1986年） - チェンジマーメイド（代役）、チェンジフェニックス（代役）[1]
  - 超新星フラッシュマン（1986年 - 1987年） - イエローフラッシュ（代役）、ピンクフラッシュ（代役）[1]
  - 光戦隊マスクマン（1987年 - 1988年） - イエローマスク（代役）、ピンクマスク（代役）[1]
  - 地球戦隊ファイブマン（1990年 - 1991年） - 怪人[注釈 1][1]
  - 鳥人戦隊ジェットマン（1991年 - 1992年） - J4 / ネオジェットマン4 役、グリナム兵、怪人[注釈 2][1]
  - 恐竜戦隊ジュウレンジャー（1992年 - 1993年） - 守護獣ティラノザウルス、ゴーレム兵、ドーラモンスター（ドンドン 他）[1]
  - 五星戦隊ダイレンジャー（1993年 - 1994年） - 神風大将[1]、鳥カゴ風来坊[1]、幸田宗丸吹き替え[1]
  - 忍者戦隊カクレンジャー（1994年 - 1995年） - ニンジャブルー[1]
  - 救急戦隊ゴーゴーファイブ（1999年 - 2000年） - 呪士ピエール[1]
- 仮面ライダーBLACK（1987年 - 1988年） - ゴルゴム研究員
- 仮面ライダーBLACK RX（1988年 - 1989年） - 仮面ライダーV3[15]

### ウェブドラマ
- 『劇場版 仮面ライダーリバイス』スピンオフ配信ドラマ『Birth of Chimera』（2022年） - 悪代官 役[16]

### 映画
- 宣戦布告（2002年）
- スーパー戦隊シリーズ
  - 劇場版 電撃戦隊チェンジマン シャトルベース!危機一髪!（1985年）
  - 劇場版 五星戦隊ダイレンジャー（1993年）
  - 劇場版 忍者戦隊カクレンジャー（1994年） - ニンジャブルー
  - スーパー戦隊ワールド（1994年） - ニンジャブルー
- メタルヒーローシリーズ
  - 劇場版 機動刑事ジバン（1989年）
  - 劇場版 重甲ビーファイター（1995年） - レッドル（アクション用スーツ担当）
- 仮面ライダーZO（1993年） - コウモリ男（一部）[17]

### オリジナルビデオ
- ウルトラマンVS仮面ライダー（1993年） - 地底怪獣ガドラス[18] / 合体獣サソリガドラス[18]、毒サソリ男[18]
- スーパー戦隊シリーズ
  - 超力戦隊オーレンジャー オーレVSカクレンジャー（1996年） - ニンジャブルー[要出典]
  - 救急戦隊ゴーゴーファイブ 激突!新たなる超戦士（1999年） - 呪士ピエール[要出典]
  - 救急戦隊ゴーゴーファイブVSギンガマン（2000年） - 呪士ピエール[1]
  - 未来戦隊タイムレンジャーVSゴーゴーファイブ（2001年） - 呪士ピエール[要出典]
- メタルヒーローシリーズ
  - ビーロボカブタック クリスマス大決戦!!（1997年）
  - テツワン探偵ロボタック&カブタック 不思議の国の大冒険（1998年） - カメロックN・Sモード[要出典]

### イベント
- 新歌舞伎座 スーパーヒーローフェスティバル'95（1995年） - レッドル（公演期間中の数日のみの特別出演）
- JAE "春"プレミアムイベント ～Jump Up!～（2016年） - ゲスト出演

## アクション監督

### バラエティ（アクション監督）
- LIFE!〜人生に捧げるコント〜「スーパースター北斗の拳編」（2014年、NHK）[19]
- 日曜もアメトーーク! 仮面ライダー芸人（2016年11月27日・2017年11月26日、テレビ朝日）[注釈 3]
- King & Princeる。（2022年12月3日、日本テレビ）[20][注釈 3]
- マツコ&有吉 かりそめ天国（2023年1月6日、テレビ朝日）[21][注釈 3]

### テレビドラマ（アクション監督）
- 伊藤潤二恐怖コレクション 墓標の町（2000年）[22][注釈 3]
- 九死に一生スペシャル10（2000年）
- 月下の棋士（2000年、第3話）
- 紅白歌合戦（2000年）
- 傷だらけのラブソング（2001年）[注釈 4][23][24]
- ルーキー!（2001年）[注釈 5]
- TAKE FIVE〜俺たちは愛を盗めるか〜（2013年、第8話）[注釈 6]
- 大河ドラマ八重の桜[25]（2013年）
- 大河ドラマ軍師官兵衛（2014年、第1話・第4話）[26] - ワイヤーコーディネーター
- 君が獣になる前に（2024年、第9話[27][注釈 7]・第10話）[28][注釈 8]

### 特撮テレビドラマ（アクション監督）
- 救急戦隊ゴーゴーファイブ（1999年 - 2000年） - アクション監督代理、補佐[1][注釈 9]
- 美少女戦士セーラームーン（2003年 - 2004年、第11話・第12話・第14話）[29][30]
- 仮面ライダーシリーズ
  - 仮面ライダーアギト（2001年 - 2002年）[1][注釈 10][注釈 11]
    - 仮面ライダーアギトスペシャル 新たなる変身（2001年）[注釈 12]

  - 仮面ライダー龍騎（2002年 - 2003年）[注釈 3]
    - 仮面ライダー龍騎スペシャル 13RIDERS（2002年）[注釈 3]

  - 仮面ライダー555（2003年 - 2004年）[注釈 3]
  - 仮面ライダー剣（2004年 - 2005年）[注釈 3]
  - 仮面ライダー響鬼（2005年 - 2006年）[注釈 3]
  - 仮面ライダーカブト（2006年 - 2007年）[注釈 3]
  - 仮面ライダー電王（2007年 - 2008年）[注釈 3]
  - 仮面ライダーキバ（2008年 - 2009年） [注釈 13]
  - 仮面ライダーディケイド（2009年）[注釈 3]
  - 仮面ライダーW（2009年 - 2010年）[注釈 3]
  - 仮面ライダーオーズ/OOO（2010年 - 2011年）[注釈 3]
  - 仮面ライダーフォーゼ（2011年 - 2012年）[注釈 3]
  - 仮面ライダーウィザード（2012年 - 2013年） [注釈 14]
  - 仮面ライダードライブ（2014年 - 2015年） [注釈 15]
  - 仮面ライダーゴースト（2015年 - 2016年）[注釈 3]
  - 仮面ライダーエグゼイド（2016年 - 2017年）[注釈 3]
  - 仮面ライダービルド（2017年 - 2018年）[注釈 3]
  - 仮面ライダージオウ（2018年 - 2019年）[注釈 3]
  - 仮面ライダーゼロワン（2019年 - 2020年）[注釈 16]

### ウェブドラマ（アクション監督）
- dビデオスペシャル 仮面ライダー4号（2015年）[注釈 3]
- 仮面ライダーゴースト 伝説!ライダーの魂!（2016年）[注釈 3]
- 仮面ライダーエグゼイド [裏技]ヴァーチャルオペレーションズ（2016年）[注釈 3]
- 仮面ライダーブレイブ〜Surviveせよ！復活のビーストライダー・スクワッド！〜（2017年）[注釈 3]
- 仮面戦隊ゴライダー（2017年）[注釈 3]
- 仮面ライダービルド 〜ハザードレベルを上げる 7つのベストマッチ〜（2018年）[注釈 3]
- 鎧武外伝 仮面ライダーグリドンVS仮面ライダーブラーボ（2020年）[32][注釈 3]
- RIDER TIME 仮面ライダーディケイド VS ジオウ ディケイド館のデス・ゲーム（2021年）
- RIDER TIME 仮面ライダージオウ VS ディケイド 7人のジオウ！（2021年）
- 仮面ライダーゲンムズ ―ザ・プレジデンツ―（2021年）[注釈 3]
- TTFC産直シアター 仮面ライダーセイバー（2021年、第二章以降）
- ネット版 仮面ライダーオーズ 復活のコアメダル・序章（2022年）[注釈 3]
- ネット版 仮面ライダーオーズ バースX誕生・序章（2022年3月13日）[注釈 3]
- オーズ10th 仮面ライダーバース バースX誕生秘話（2022年7月3日）[注釈 3]
- TTFC産直シアター 仮面ライダーリバイス （2022年）[注釈 3]
- 復讐パパ 〜イジメ・リベンジャー〜　（2025年）[33][注釈 3]

### 映画（アクション監督）
- メッセンジャー（1999年）[注釈 17]
- 重力ピエロ（2009年）[注釈 3]
- シージェッター海斗 特別編（2013年）[注釈 3]
- ヌイグルマーZ（2014年）[注釈 3]
- エイトレンジャー2（2014年）[注釈 3]
- セイバー+ゼンカイジャー スーパーヒーロー戦記（2021年）[34][注釈 3]
- 仮面ライダーシリーズ
  - 劇場版 仮面ライダーアギト PROJECT G4（2001年）[注釈 18]
  - 劇場版 仮面ライダー龍騎 EPISODE FINAL（2002年）[注釈 3]
  - 劇場版 仮面ライダー555 パラダイス・ロスト（2003年）[注釈 3]
  - 劇場版 仮面ライダー剣 MISSING ACE（2004年）[注釈 3]
  - 劇場版 仮面ライダーカブト GOD SPEED LOVE（2006年）[注釈 3]
  - 劇場版 仮面ライダー電王 俺、誕生!（2007年）[注釈 3]
  - 劇場版 仮面ライダー電王&キバ クライマックス刑事（2008年）[注釈 3]
  - 劇場版 仮面ライダーキバ 魔界城の王（2008年）[注釈 19]
  - 劇場版 さらば仮面ライダー電王 ファイナル・カウントダウン（2008年）[注釈 3]
  - 劇場版 超・仮面ライダー電王&ディケイド NEOジェネレーションズ 鬼ヶ島の戦艦（2009年）[注釈 3]
  - 劇場版 仮面ライダーディケイド オールライダー対大ショッカー（2009年）[注釈 3]
  - 仮面ライダー×仮面ライダー W&ディケイド MOVIE大戦2010（2009年）[注釈 3]
  - 仮面ライダーW FOREVER AtoZ/運命のガイアメモリ（2010年）[注釈 3]
  - 仮面ライダー×仮面ライダー オーズ&ダブル feat.スカル MOVIE大戦CORE（2010年）[注釈 3]
  - オーズ・電王・オールライダー レッツゴー仮面ライダー（2011年）[注釈 3]
  - 劇場版 仮面ライダーオーズ WONDERFUL 将軍と21のコアメダル（2011年）[注釈 3]
  - 劇場版 仮面ライダードライブ サプライズ・フューチャー（2015年） - 「仮面ライダーゴースト」アクション監督
  - 仮面ライダー×仮面ライダー ゴースト&ドライブ 超MOVIE大戦ジェネシス（2015年）[注釈 3]
  - 劇場版 仮面ライダーゴースト 100の眼魂とゴースト運命の瞬間（2016年）[注釈 3]
  - 仮面ライダー平成ジェネレーションズ Dr.パックマン対エグゼイド&ゴーストwithレジェンドライダー（2016年）[注釈 3]
  - 劇場版 仮面ライダーエグゼイド トゥルー・エンディング（2017年）[注釈 3]
  - 仮面ライダー平成ジェネレーションズ FINAL ビルド&エグゼイドwithレジェンドライダー（2017年）[注釈 3]
  - 劇場版 仮面ライダービルド Be The One（2018年）[注釈 3]
  - 平成仮面ライダー20作記念 仮面ライダー平成ジェネレーションズ FOREVER（2018年）[注釈 3]
  - 劇場版 仮面ライダージオウ Over Quartzer（2019年）[35][注釈 3]
  - 仮面ライダー電王 プリティ電王とうじょう!（2020年）[36][注釈 3]
  - 仮面ライダー ビヨンド・ジェネレーションズ（2021年）[注釈 20][37]
  - 仮面ライダーギーツ×リバイス MOVIEバトルロワイヤル（2022年）
- スーパーヒーロー大戦シリーズ
  - 仮面ライダー×スーパー戦隊 スーパーヒーロー大戦（2012年）[注釈 21]
  - 平成ライダー対昭和ライダー 仮面ライダー大戦 feat.スーパー戦隊（2014年）[注釈 3]
  - スーパーヒーロー大戦GP 仮面ライダー3号（2015年）[注釈 3]
  - 仮面ライダー×スーパー戦隊 超スーパーヒーロー大戦（2017年） - 協力

### オリジナルビデオ（アクション監督）
- 救急戦隊ゴーゴーファイブ 激突!新たなる超戦士（1999年）
- ゴースト RE:BIRTH 仮面ライダースペクター（2017年）[注釈 3]
- 仮面ライダーエグゼイド トリロジー アナザー・エンディング（2018年）[注釈 3]
  - Part.I 仮面ライダーブレイブ&仮面ライダースナイプ
  - Part.II 仮面ライダーパラドクスwith仮面ライダーポッピー
  - Part.III 仮面ライダーゲンムVS仮面ライダーレーザー
- ROGUE（2018年）[35][注釈 3]
- 仮面ライダージオウ NEXT TIME ゲイツ、マジェスティ（2020年）[注釈 3]
- ゼロワン Others 仮面ライダー滅亡迅雷（2021年）[注釈 3]
- ゼロワン Others 仮面ライダーバルカン&バルキリー（2021年）[注釈 3]
- 仮面ライダーオーズ 10th 復活のコアメダル（2022年8月24日）[38][注釈 3]

### ヒーローショー
- 仮面ライダーキバショー（2008年）
- 炎神戦隊ゴーオンジャー（2008年）
  - 「天空の戦士!ゴーオンウイングス登場!!」[39]
  - 「最強パワー炸裂！LETS GO-ON!!」[40]
- 特命戦隊ゴーバスターズ（2012年）
  - 「最強海賊現る！ 出動せよゴーバスターズ！」
- 獣電戦隊キョウリュウジャー（2013年）
  - 「雷鳴の勇者キョウリュウゴールド見参!!」

### 舞台
- ドラえもん 〜のび太とアニマル惑星〜（2008年、全国巡業公演）[注釈 3]
- Dream Boys（2014年9月4日 - 9月30日、帝国劇場）[注釈 3]
- ニンジャバットマン ザ・ショー（2021年11月6日 - 30日、Theater Mixa）[41][注釈 3]

### ミュージックビデオ
- 石崎ひゅーい「ワスレガタキ」（2023年）[42][43][注釈 3]
- ちゃんみな「命日」（2023年）[44][45][46][注釈 3]
- 有馬元気「挫折」（2023年）[47][48][49][注釈 3]
- HOW HIGH!? feat.RIP SLYME stirred by サーヤ（2024年）[50][注釈 3]

### CM
- 仮面ライダーバトル ガンバレジェンズ（2023年）[51][注釈 3]
- チャンピオン (スポーツ衣料)（2023年）[51][注釈 3]
- 株式会社ナブテスコ ｢未来人ナブテス子編｣（2023年）[51][注釈 3]
- GU（2022年）[51][注釈 3]
- 東方アルカディアレコード「西川霊夢編」（2022年）[51][注釈 3]
- ローソン 新型サンキュー「胴上げ編」（2001年）
- サッポロビール 黒ラベル・6「温泉卓球再び編」（2001年）
- ハウス食品とんがりコーン（2001年）[52]

### ゲーム
- サンリオ「プリンのスターダストエンジェル」（2001年） - 補佐

### ライブ
- Misia「THE TOUR OF Misia2001」（2001年）[注釈 22]